# Паул Хиндемит
Паул Хиндемит (Ханау, 16. новембар 1895 — Франкфурт на Мајни, 28. децембар 1963) био је немачки композитор.
Студирао је у Франкфурту на Мајни. Радио је као композитор, солистички и коморни виртуоз на виолини и виоли, диригент и педагог. Један је од пионира европске музичке модерне, а прошао је фазе од експресионизма до неокласицизма, односно необарока. Компоновао је оркестрална дела, балете, а узор је широком кругу немачких композитора тзв. „Хиндемитова школа“.

## Дела
- опере:
  - „Женска нада“
  - „Убица“
  - „Света Сузана“
- циклус соло песама:
  - „Маријин живот“
  - „Филхармонијски концерт“